# آلفرد اوست
آلفرد اوست (انگلیسی: Alfred Ost; ۱۴ فوریهٔ ۱۸۸۴ – ۹ اکتبر ۱۹۴۵) نقاش اهل بلژیک بود.
از افتخارات وی میتوان به کسب مدال برنز نقاشی در بخش مسابقات هنری بازی‌های المپیک تابستانی ۱۹۲۰ اشاره کرد.